# Le Fabuleux Voyage de monsieur Bilbon Sacquet, le Hobbit
Pour les articles homonymes, voir Hobbit (homonymie).
Pour plus de détails, voir Fiche technique et Distribution.
Le Fabuleux Voyage de monsieur Bilbon Sacquet, le Hobbit (Сказочное путешествие мистера Бильбо Беггинса Хоббита, Skazochnoe puteshestvie mistera Bilbo Begginsa, Khobbita) est un téléfilm de fantasy soviétique de Vladimir Latychev diffusé en 1985, inspiré du livre Le Hobbit de J. R. R. Tolkien. L'auteur du célèbre roman y est identifiable sous les traits de Zinovi Gerdt, narrant l'histoire du fond de sa chaise à bascule ; il porte une moustache, un chapeau melon et un parapluie conformément à l'idée stéréotypée que les cinéastes soviétiques se font d'un britannique.
Le téléfilm a été tourné dans le Studio 7 de la télévision de Léningrad Lentelefilm, qui était à l'époque le studio le plus en pointe de la télévision soviétique. Le film a été le premier a utiliser la technologie de la double projection arrière. Des comédiens du théâtre de Léningrad ont participé à la production.

## Synopsis
On suit le voyage de Bilbo avec Thorin et les Nains Dwalin, Balin, Kili, Fili, Dori, Nori, Ori, Oin, Gloin, Bifur, Bofur et Bombur, conseillés par Gandalf. Ils se rendent tous à la Montagne Solitaire pour dérober le légendaire trésor sous la garde du dragon Smaug. 
Sur le chemin, ils font la rencontre des Gobelins ainsi que de Gollum et des araignées géantes de Mirkwood.

## Fiche technique
- Titre original : Сказочное путешествие мистера Бильбо Беггинса Хоббита (Skazochnoye puteshestviye mistera Bilbo Begginsa Khobbita)
- Titre original long : Ска́зочное путеше́ствие ми́стера Би́льбо Бе́ггинса, Хо́ббита, че́рез ди́кий край, чёрный лес, за тума́нные го́ры. Туда́ и обра́тно (Skázochnoye puteshéstviye místera Bíl'bo Bégginsa, Khóbbita, chérez díky kray, chyorny les, za tumánnye góry. Tudá i obrátno)
- Titre français : Le Fabuleux Voyage de monsieur Bilbon Sacquet, le Hobbit[5]
- Titre français long : Le fabuleux voyage aller-retour de Bilbon Sacquet, le Hobbit, à travers la Contrée Sauvage, la Forêt-Noire, et les Monts Brumeux[5]
- Titre québécois :
- Réalisation : Vladimir Latychev
- Scénario : Tamara Yakovleva, Evgueni Veltistov d'après le roman Le Hobbit de J. R. R. Tolkien
- Direction artistique : Alexandre Degtiarev
- Photographie : Aleksandr Degterev
- Musique : Vladislav Ouspenski
- Société de production : Lentelefilm
- Pays de production :  Union soviétique
- Langue de tournage : russe
- Format : couleurs
- Genre : fantasy
- Durée : 65 minutes
- Date de sortie :
  -  Union soviétique : 1985 (Pétersbourg TV-5)

## Distribution
- Zinovi Gerdt : narrateur
- Mikhaïl Danilov (ru) : Bilbon Sacquet
- Anatoly Ravikovich : Thorin
- Igor Dmitriev : Gollum
- Ivan Krasko : Gandalf
- Gueorgui Koroltchouk (ru) :Kíli
- Mikhaïl Kouznetsov : Fíli
- Alekseï Kojevnikov (ru) : Balin
- Oleg Levakov (ru) : Ori
- Boris Sokolov (ru) : Bard
- Alekseï Tsoukanov (ru) : Smaug
- Mikhaïl Matveïev (ru) : chef des Hobbits
- Nikolaï Gavrilov : Dwalin
- Kirill Dateshidzé : Dori
- Vladimir Kozlov : Nori
- Iouri Zatravkine : Glóin
- Vladimir Leliotko : Óin
- Mikhaïl Khrabrov : Bofur
- Iouri Ovsianko : Bifur
- Aleksandre Issakov : Bombur
- Vladimir Martianov : araignée
- Igor Mouraviov : araignée
- Léonard Sekirine : Hobbit
- Aleksandrs Slanksnis : Hobbit